# Xiaocun (köpinghuvudort i Kina, Zhejiang Sheng, lat 27,57, long 119,91)
Xiaocun (kinesiska: Hsiao-ts’un, 竹园, 筱村镇) är en köpinghuvudort i Kina. Den ligger i provinsen Zhejiang, i den östra delen av landet, omkring 300 kilometer söder om provinshuvudstaden Hangzhou. Antalet invånare är 10 740. Befolkningen består av 4 958 kvinnor och 5 782 män. Barn under 15 år utgör 18,0 %, vuxna 15-64 år 66 %, och äldre över 65 år 15,0 %.
Runt Xiaocun är det ganska tätbefolkat, med 134 invånare per kvadratkilometer. Närmaste större samhälle är Sankui, 15,4 km söder om Xiaocun. I omgivningarna runt Xiaocun växer i huvudsak blandskog.
Genomsnittlig årsnederbörd är 2 328 millimeter. Den regnigaste månaden är juni, med i genomsnitt 383 mm nederbörd, och den torraste är januari, med 67 mm nederbörd.